# 胡明
胡明（1914年—2001年7月），原名胡锦芳，男，祖籍福建同安，生于缅甸，中国近代政治人物。

## 生平
胡锦芳生于缅甸毛淡棉从事纺织品贸易的华商家庭。1930年秋天回国，就读于厦门集美中学初中36组。在学校里全身心投入抗日救亡的各种活动， 1933年底被当局视为赤色份子而遭学校开除。集美中学的老师推荐胡锦芳去江西景德镇，到杜重远在那里创办的景德镇陶业人员养成所学习，成所实际上是地下党办起的一个机构，胡锦芳等同学秘密组织成立了景德镇第一个抗日救亡团体“前哨社”，在景德镇《陶业日报》上开辟《前哨》副刊，经常发表抗日救亡的言论和进步作品。1935年下半年，胡锦芳还以陶业管理局的名义，举办工人训练所，开设露天讲演场，组织大众同乐会，向民众传授文化科学知识与浅显的革命道理，大力宣传抗日救国思想。1935年底，“一二•九”运动的消息传到景德镇后，胡锦芳带领养成所的学员走向街头，举行示威游行，张贴抗日标语，高唱救亡歌曲，声援北平学生爱国运动，在景德镇街上公开散发传单，书写和张贴抗日标语，散发中国共产党的《八一宣言》。1935年底，胡锦芳因积极参加抗日救亡活动，被当局以“左倾分子”罪名勒令离开江西。胡锦芳在陶业养成所两年，对专业学习一丝不苟，各科成绩名列前茅，陶瓷工艺制作主课是美术基础、素描和速写、透视和线条、花鸟虫鱼和人物的描绘。胡锦芳学到了速写技巧和绘画技能与美术素养。
杜重远安排胡锦芳赴上海入读同济大学附属高中。毕业后经杜重远介绍，任职于上海美亚织绸公司，并在职业掩护下，继续从事革命活动。1936年在上海加入中国共产主义青年团，胡锦芳正式改名胡明。西安事变暴发后，上海中共地下党组织派遣胡明于同年底抵延安，入读中国人民抗日军政大学第二期第四大队学习。胡明于1937年6月加入中国共产党。1937年8月，抗大第二期学员毕业，胡明调中央党校学习。
1938年1月到南昌任新四军政治部战地服务团民运科长。同年2月随新四军军部前往皖南岩寺镇，任新四军军部战地服务团秘书，兼任教导队男队队长。同年5月，随军部迁移到泾县云岭，中共皖南特委书记李步新点名就将胡明从军部民运部要了过来，任命胡明为皖南特委委员，派遣去南陵县担任南三区工委书记、县委宣传部部长，后又调往繁昌县担任县委书记兼新四军第三支队民运科科长，1939年6月，调任皖南特委宣传部长，并派遣去南陵、繁昌、旌德调查党组织发展存在的情况。
中共旌德县委书记。1941年12月23日，新四军与特委撤出皖南前夕，留守下来任中共皖南秘密特委委员兼泾旌太中心县委书记兼旌德县委书记。皖南事变后，1941年6月28日组织建立旌太中心县委游击队进行游击作战。抗战结束后，历任皖南地委书记、苏皖边军政委员会主席兼苏皖支队政委、中国人民解放军苏浙皖赣边区司令部政委、中共皖南区党委副书记兼皖南军区第一副政委等职。1950年2月任皖南区党委第二书记。1950年8月30日皖南区第一届各界人民代表会议协商委员会主席。
中华人民共和国成立后，于1952年任华东纺织工业管理局局长兼党委书记。同年调任国家计委轻工业局局长、食品工业部副部长兼党组书记。1958年出任中共旅大市委代理第一书记。1973年任中共抚顺市委第一书记。1978年起，又历任纺织工业部常务副部长兼党组副书记、顾问，国务院上海经济区规划办副主任等。1986年退休，2001年在北京逝世。 

## 著作
著有回忆录《皖南星火》。